# Pristanišče Singapur
Pristanišče Singapur je veliko pristanišče ob mestu Singapur, v istoimenski državi Singapur. S pretovorom 538 milijona ton je tretje najbolj prometno na svetu in drugo po kontejnerskem pretovoru (32,2 milijona TEU, 2013). Pristanišče je povezano z okrog 600 pristanišči v 123 državah. 
Pristanišče pretovori levji delež azijske nafte.